# Pallamano ai XV Jeux des îles
Le gare di pallamano ai XV Jeux des îles si sono svolte ad Alcamo (TP), dal 24 al 28 maggio 2011.
Per seguire l'alternanza imposta dal COJI, nell'edizione 2011 si è svolto soltanto il torneo femminile.

## Formula
Si sono disputati due gironi con la formula del round-robin. Al termine di questi le prime due di ogni girone si sono incrociate nelle semifinali e conseguenti finali. Essendo il girone B composto solamente da 3 squadre la terza di essa e la terza e la quarta del girone A invece hanno disputato un ulteriore girone per determinare le posizioni dal 5º al 7º posto.
In caso di vittoria la squadra si aggiudica 2 punti, in caso di pareggio 1, e 0 punti in caso di sconfitta. A parità di punti prevale il numero di gol segnati.
Il primo classificato vince la medaglia d'oro, il secondo quella d'argento, il terzo quella di bronzo.

## Risultati

### Fase a gironi

#### Girone A
|   | Squadra  | Pt | G | V | N | P | GF  | GS | Diff. |
| - | -------- | -- | - | - | - | - | --- | -- | ----- |
| 1 | Madera   | 6  | 3 | 3 | 0 | 0 | 107 | 34 | +73   |
| 2 | Mayotte  | 4  | 3 | 2 | 0 | 1 | 71  | 70 | +1    |
| 3 | Sardegna | 2  | 3 | 1 | 0 | 2 | 57  | 84 | -27   |
| 4 | Korčula  | 0  | 3 | 0 | 0 | 3 | 51  | 98 | -47   |

##### Prima giornata
| 24/05/2011 | 9.00  | Madera   | - | Korčula | 40 - 16 | PalaGrimaudo – Alcamo |
| 24/05/2011 | 11.00 | Sardegna | - | Mayotte | 24 - 28 | PalaGrimaudo – Alcamo |

##### Seconda giornata
| 25/05/2011 | 9.00  | Sardegna | - | Madera  | 7 - 43  | PalaGrimaudo – Alcamo |
| 25/05/2011 | 11.00 | Korčula  | - | Mayotte | 22 - 32 | PalaGrimaudo – Alcamo |

##### Terza giornata
| 25/05/2011 | 16.00 | Korčula | - | Sardegna | 13 - 26 | PalaGrimaudo – Alcamo |
| 25/05/2011 | 18.00 | Mayotte | - | Madera   | 11 - 24 | PalaGrimaudo – Alcamo |

#### Girone B
|   | Squadra   | Pt | G | V | N | P | GF  | GS  | Diff. |
| - | --------- | -- | - | - | - | - | --- | --- | ----- |
| 1 | Martinica | 8  | 4 | 4 | 0 | 0 | 110 | 79  | +73   |
| 2 | Sicilia   | 2  | 4 | 1 | 0 | 3 | 93  | 114 | -21   |
| 3 | Corsica   | 2  | 4 | 1 | 0 | 3 | 88  | 98  | -10   |

##### Prima giornata
| 24/05/2011 | 9.00  | Martinica | - | Corsica | 25 - 16 | Palasport Enzo D'Angelo – Alcamo |
| 24/05/2011 | 11.00 | Sicilia   | - | Corsica | 29 - 34 | Palasport Enzo D'Angelo – Alcamo |

##### Seconda giornata
| 25/05/2011 | 9.00  | Martinica | - | Sicilia | 29 - 20 | Palasport Enzo D'Angelo – Alcamo |
| 25/05/2011 | 11.00 | Martinica | - | Corsica | 22 - 21 | Palasport Enzo D'Angelo – Alcamo |

##### Terza giornata
| 25/05/2011 | 16.00 | Sicilia   | - | Corsica | 22 - 17 | Palasport Enzo D'Angelo – Alcamo |
| 25/05/2011 | 18.00 | Martinica | - | Sicilia | 34 - 22 | Palasport Enzo D'Angelo – Alcamo |

### Fase a eliminazione diretta

#### Pool 5º-7º posto
|   | Squadra  | Pt | G | V | N | P | GF | GS | Diff. |
| - | -------- | -- | - | - | - | - | -- | -- | ----- |
| 1 | Corsica  | 4  | 2 | 2 | 0 | 0 | 64 | 43 | +21   |
| 2 | Sardegna | 2  | 2 | 1 | 0 | 1 | 51 | 42 | +9    |
| 3 | Korčula  | 0  | 2 | 0 | 0 | 2 | 32 | 62 | -30   |

| 27/05/2011 | 9.00  | Korčula  | - | Corsica | 17 - 37 | Palasport Enzo D'Angelo – Alcamo |
| 27/05/2011 | 18.00 | Sardegna | - | Corsica | 26 - 27 | Palasport Enzo D'Angelo – Alcamo |
| 28/05/2011 | 9.00  | Sardegna | - | Korčula | 25 - 15 | PalaGrimaudo – Alcamo            |

#### Semifinali
|  | Semifinali | Semifinali | Semifinali |           |        | Finale | Finale | Finale |  |
|  |            |            |            |           |        |        |        |        |  |
|  | 1A         | Madera     | 30         |           |        |        |        |        |  |
|  | 1A         | Madera     | 30         |           |        |        |        |        |  |
|  | 2B         | Sicilia    | 13         |           |        |        |        |        |  |
|  | 2B         | Sicilia    | 13         |           | Madera | Madera | 27     |        |  |
|  |            |            |            |           | Madera | Madera | 27     |        |  |
|  |            |            | Martinica  | Martinica | 21     |        |        |        |  |
|  | 1B         | Martinica  | Martinica  | Martinica | 21     | 31     |        |        |  |
|  | 1B         | Martinica  |            |           |        |        |        |        |  |
|  | 2A         | Mayotte    | 21         |           |        |        |        |        |  |

| 27/05/2011 | 9.00  | Madera    | - | Sicilia | 30 - 13 | PalaGrimaudo – Alcamo |
| 27/05/2011 | 11.00 | Martinica | - | Mayotte | 31 - 21 | PalaGrimaudo – Alcamo |

##### Finale 3º-4º posto
| 28/05/2011 | 9.00 | Sicilia | - | Mayotte | 32 - 33 | Palasport Enzo D'Angelo – Alcamo |

#### Finale
| 28/05/2011 | 11.00 | Madera | - | Martinica | 27 - 21 | Palasport Enzo D'Angelo – Alcamo |

## Classifica
N.B: Con la colonna dei punti si intende la quantità di punti che ogni singolo sport aggiunge alla classifica generale della manifestazione.
| posiz | squadra   | Pt |
| ----- | --------- | -- |
|       | Madera    | 10 |
|       | Martinica | 9  |
|       | Mayotte   | 8  |
| 4     | Sicilia   | 4  |
| 5     | Corsica   | 3  |
| 6     | Sardegna  | 2  |
| 7     | Korčula   | 1  |

## Podio
| 2º posto Martinica | 1º posto Madeira | 3º posto Mayotte |